# Черненко, Николай Власович

Мемориальная доска на доме в Тольятти

Никола́й Вла́сович Черне́нко (25 декабря 1924, с. Успенка, Бурлинский район, Уральская область — 27 сентября 2006, Тольятти) — командир пулемётного расчёта 2-го эскадрона 60-го гвардейского кавалерийского полка 16-й гвардейской Черниговской кавалерийской дивизии, сформированной в декабре 1941 года в городе Уфе, как 112-я Башкирская кавалерийская дивизия, 7-го гвардейского кавалерийского корпуса 1-го Белорусского фронта, гвардии старший сержант, Герой Советского Союза.

## Биография
Черненко Николай Власович родился в семье крестьянина 25 декабря 1924 года. Украинец.
Жил в селе Илек Оренбургской области. Окончил 8 классов. Работал начальником караула пожарной команды.
Призван в Красную Армию в августе 1942 года, и был направлен в пулемётное училище.
На фронте с декабря 1942 года. Боевое крещение получил в Сталинграде. Был ранен, после госпиталя попал в кавалерийский полк, снова был ранен и контужен. Член ВКП(б)/КПСС с 1945 года.
О его боевых делах была выпущена листовка. Вот и строки из неё:

«В оборонительных боях с немецкими захватчиками отлично действует пулемётный расчёт гвардии сержанта Черненко, где наводчиком комсомолец Колесников. Их пулемёт всегда в исправности, готов к бою и к отражению контратак противника. Там, где находится расчёт товарища Черненко, немцам не пройти».

Воевал за освобождение городов Гомеля, Чернигова, Владимир-Волынского, Ковеля. Сражался за освобождение Польши, отличился в боях на подступах к Берлину в боях за город Бранденбург.
26-28 апреля 1945 года расчёт Черненко в составе передового отряда переправился через Зилов-канал и обеспечивал успешное форсирование водной преграды и закрепление на противоположном берегу подразделений своего полка. Черненко, оставшись один, продолжал вести огонь до подхода основных сил, отбив несколько атак гитлеровцев.
Из воспоминаний Николая Черненко:
«Кавалерия принимала активное участие при взятии Берлина, потому что это очень подвижный и маневренный род войск. Где не проходила техника, пехота, там проходили кони. Командование поставило задачу: взять крупный промышленный центр, город Бранденбург. Этот плацдарм был стратегически важен. Там оставались окруженные немецкие части, и мы должны были не дать им соединиться с берлинским гарнизоном на Западе. Немцы оказывали жесточайшее сопротивление ещё и потому, что охотнее сдавались союзникам — американцам и англичанам. Мы подошли к Бранденбургу в районе железнодорожного вокзала, около моста через судоходный канал, которые фашисты перед этим взорвали. Нам приказали форсировать этот канал подручными средствами. Мы нашли бревна, сколотили из них плот, положили на него пулемет и другой груз. Бойцы добирались до противоположного берега вплавь. А берега канала бетонные, высокие, хорошо, что нас уже поджидали разведчики с веревками. Нашей основной задачей было не дать немцам прорваться к воротам складов. Как потом выяснилось, это были хранилища, где размещался продовольственный резерв главного командования фашистских войск. Кругом асфальт, бетон, окопаться негде. Невдалеке стоял вагон, мы залегли под него и держали под обстрелом всю территорию. Потом я вижу, что остался один, все мои товарищи полегли. Да к тому же меня ещё ранило в бровь, кровь стекала по лбу прямо в глаза, перевязку сделать некогда. Подкрепления не дают. Я продолжал косить немцев пулеметной очередью до вечера. Потом мне прислали замену. В бункере я заснул, а проснулся от того, что меня вызывал к телефону командир дивизии генерал Белов. Он выразил благодарность и сообщил, что командование собирается представить меня к высокой правительственной награде. Потом я опять заснул, а утром подумал, что мне это всё приснилось. Поступило подкрепление, бои продолжались»…
После войны демобилизован. Вернулся в село Илек, где работал первым секретарём райкома комсомола, пропагандистом райкома партии. Позднее жил в городе Орск, работал на комбинате «Южуралникель».
С 1987 года жил в городе Тольятти Самарской области. Умер 27 сентября 2006 года.

## Награды
- Герой Советского Союза (медаль «Золотая Звезла» № 6469) — указом Президиума Верховного Совета СССР от 31 мая 1945 года «за образцовое выполнение заданий командования и проявленные мужество и героизм в боях с немецко-фашистскими захватчиками»;
- орден Ленина;
- орден Отечественной войны 1-й степени;
- орден Отечественной войны 2-й степени;
- медали.

## Память
- Имя Н. В. Черненко высечено золотыми буквами на мемориальных досках вместе с именами всех 78-и Героев Советского Союза 112-й Башкирской (16-й гвардейской Черниговской) кавалерийской дивизии, установленных в Национальном музее Республики Башкортостан (город Уфа, улица Советская, 14) и в Музее 112-й (16-й гвардейской) Башкирской кавалерийской дивизии (город Уфа, улица Левитана, 27).
- 16 апреля 2010 года в Тольятти открыта мемориальная доска на доме, где жил Герой (улица 70 лет Октября, 9)[2][3].